# Salvador Martinha
Salvador Maria Ferro Pinto de Magalhães Martinha, conhecido como Salvador Martinha (Lisboa, 6 de abril de 1983), é um humorista português. Tornou-se uma presença comum na televisão portuguesa pelas suas participações em programas como Levanta-te e Ri ou Sal, assim como pelos espetáculos que realizou ao longo do tempo, como Cábula ou Centro das Atenções. Foi o primeiro humorista português a ter um espetáculo seu na Netflix.
Foi em 2017, que criou o seu podcast Ar livre, tendo sido um dos primeiros em Portugal no formato de conversa livre e relaxada, onde a liberdade de temas e reflexões é infinita- "Nem eu nem vocês estamos preparados para a liberdade que vou ter aqui" (descrição do podcast Ar Livre).

## Família
Salvador Martinha nasceu em Lisboa a 6 de abril de 1983, filho de Miguel Augusto Pinto de Magalhães Martinha e da escritora Rita Ferro. É irmão da psicóloga clínica Marta Gautier.
Casou com Teresa França Alves e teve dois filhos: Maria Antónia França Alves Ferro Martinha (n. 2015) e Joaquim Xavier França Alves Ferro Martinha (n. 2019). 

## Trabalhos

### Televisão
- 2003 - Levanta-te e Ri (SIC)[2]
- 2008 - Fogo Posto (SIC Radical)
- 2009 - Pokerzada (SIC Radical)
- 2010 - Especial  (Canal Q)
- 2011 - Nada de Especial (Canal Q)[8]
- 2011 - Viver é Fácil (RTP)
- 2012 - Alex & Salvador (SIC Radical)
- 2014 - Sal[3]
- 2021 - Princípio Meio e Fim[9]
- 2022 - Sou Menino Para Ir[10]

### Streaming
- 2023 - Rabo de Peixe, ator como Inspetor Francisco (Netflix)

### Stand-up
- 2010 - Salvador está numa relação a solo[11]
- 2012 - Salvador ao vivo[11]
- 2014 - Cábula[4]
- 2015 - Na Ponta da Língua[12]
- 2016 - Tipo Anti-Herói[13]
- 2017 - Centro das Atenções[5]
- 2018 - Cabeça Ausente[14]
- 2020 - Ar Livre[15]
- 2021 - Teremos sempre Stand-Up [16]
- 2024 - Aura Super Jovem [17]

### Cinema
- 2014 - Ruas Rivais[18]

### Rádio
- 2014 - Pensa Rápido[19]
- 2016-2017 - Um para Um[2]
- 2020-presente - Stand-Up na Hora

### Internet
- 2017-presente - Ar Livre (podcast)[20]
- 2018 - Sou Menino Para Ir (websérie)[21]
- Podcast secreto

### Imprensa
- Co-autor de “Off the Record”, colunas diárias e páginas especiais de humor no jornal Record[2]
- 2022-presente - Cronista na revista Time Out

### Teatro
2023: 
- PLIM T1 - "Passa lá na agência", com João Maria

- PLIM T2 - "Tás Ótima", com João Maria e Inês Aires Pereira